# John Clute

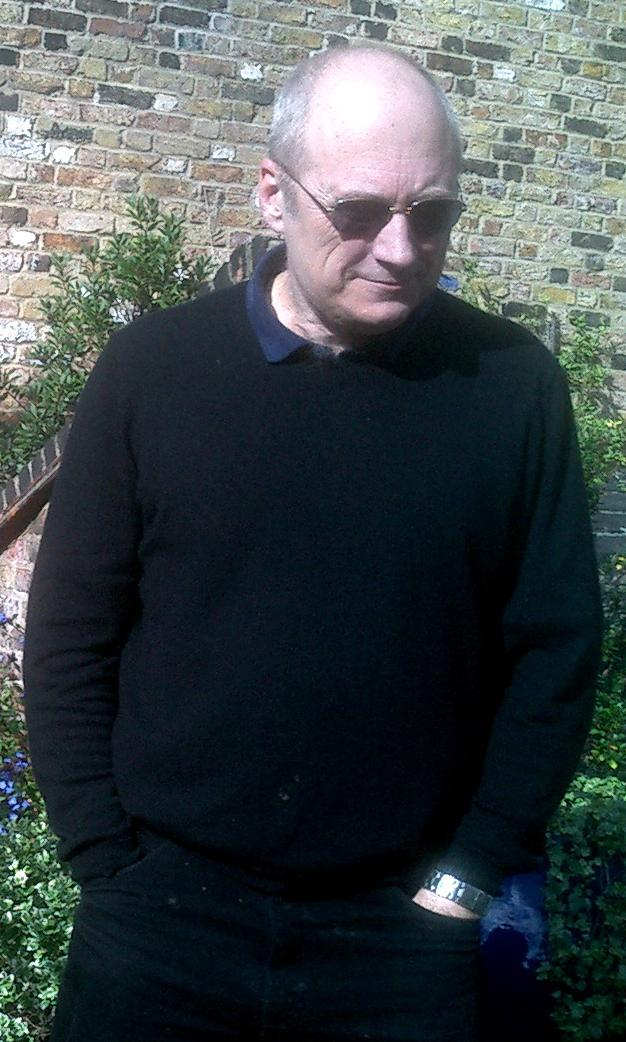
John Clute (2004)

John Frederick Clute (geboren am 12. September 1940 in Toronto) ist ein Literaturkritiker,  Publizist und Lexikograf im Bereich der Science-Fiction und Fantasy. Er ist Herausgeber der Encyclopedia of Science Fiction.

## Leben
Clute ist in Kanada geboren, lebt aber seit 1969 in Großbritannien. Seit 1964 ist er mit der Künstlerin Judith Clute verheiratet und lebt seit 1996 in Partnerschaft mit der Schriftstellerin Elizabeth Hand.
Er veröffentlichte ab Mitte der 1960er Jahre eine Reihe von Kurzgeschichten, beginnend mit A Man Must Die (1966), die auch ins Deutsche übersetzt wurde. Außerdem erschienen von ihm zwei Romane, nämlich The Disinheriting Party (1979), der sich nur bedingt dem phantastischen Genre zurechnen lässt, und Appleseed (2001), laut Paul Di Filippo eine „Space Opera für das 21. Jahrhundert“.
Für die Science-Fiction- und Fantasyliteratur ist er aber vor allem als Autor von Kritiken, Rezensionen und Essays, als Herausgeber der Zeitschriften Foundation und Interzone und vor allem als Lexikograf bedeutend. Zusammen mit dem 2018 verstorbenen Peter Nicholls begründete er 1979 die Encyclopedia of Science Fiction (ESF) und ist seither ihr Herausgeber. Von den ca. 17.000 Einträgen der Encyclopedia of Science Fiction hat er 6400 verfasst und bei 1200 weiteren mitgearbeitet. Zusammen mit John Grant war er 1997 Herausgeber der The Encyclopedia of Fantasy. Beide Lexika sind inzwischen in einer Online-Version verfügbar, wobei nur noch die ESF laufend aktualisiert und erweitert wird.
Seine ersten Rezensionen verfasste er Ende der 1960er Jahre für das Magazin New Worlds. Durch seinen literarischen und pointierten Stil machten seine Kritiken und Essays bald auf ihn aufmerksam und er veröffentlichte in den folgenden Jahrzehnten Hunderte von Beiträgen, unter anderem in  Interzone, der Los Angeles Times, in The Magazine of Fantasy and Science Fiction, The New York Review of Science Fiction, The Observer, Omni, The Times Literary Supplement und der Washington Post. Er war auch Verfasser zweier kritischer Kolumnen, nämlich Excessive Candour (übersetzt „Exzessive Ehrlichkeit“, erschienen in Science Fiction Weekly von 1997 bis 2009) und Scores (übersetzt „Punktzahlen“ oder „Auswertungen“, erschien zuerst unregelmäßig in The Infinite Matrix 2001–2003, dann regelmäßig in Interzone von 2005 bis 2008 und in Strange Horizons seit 2010).
Seine gesammelten Kritiken und Essays, insbesondere die Beiträge aus Scores, erschienen in einer Reihe von Sammelbänden.
Clute gilt als einer der einflussreichsten Kritiker und Herausgeber in der Phantastik der Gegenwart.

## Auszeichnungen
Die Arbeiten von John Clute wurden vielfach ausgezeichnet und noch häufiger nominiert. Allein die renommierten Preise Hugo Award und Locus Award erhielt er jeweils viermal.
- 1989: Readercon Small Press Award (nonfiction/criticism) für Strokes: Essays and Reviews 1966–1986
- 1994: Pilgrim Award (lifetime contribution to SF and fantasy scholarship)
- 1994: Hugo Award (nonfiction book, mit Peter Nicholls) für The Encyclopedia of Science Fiction
- 1994: Locus Award (nonfiction, mit Peter Nicholls) für The Encyclopedia of Science Fiction
- 1994: British Science Fiction Association Award  (special award, mit Peter Nicholls) für The Encyclopedia of Science Fiction
- 1995: Eaton Award (lifetime achievement/best critical book, mit Peter Nicholls)
- 1995: World Fantasy Award in der Kategorie Special – Pro
- 1996: Hugo Award (nonfiction book) für Science Fiction: The Illustrated Encyclopedia
- 1996: Locus Award (nonfiction) für Science Fiction: The Illustrated Encyclopedia
- 1997: Locus Award (nonfiction) für Look at the Evidence
- 1998: World Fantasy Award (special award, professional, mit John Grant) für The Encyclopedia of Fantasy
- 1998: Locus Award (nonfiction, mit John Grant) für The Encyclopedia of Fantasy
- 1998: Hugo Award (related book, mit John Grant) für The Encyclopedia of Fantasy
- 1998: Mythopoeic Award (scholarship/myth, mit John Grant) für The Encyclopedia of Fantasy
- 1999: IAFA Award (distinguished scholarship)
- 1999: Eaton Award (nonfiction, mit John Grant) für The Encyclopedia of Fantasy
- 2012: Hugo Award (related work, mit David Langford, Peter Nicholls & Graham Sleight) für The Encyclopedia of Science Fiction, Third Edition
- 2012: British Science Fiction Association Award (nonfiction, mit Peter Nicholls und David Langford)  für The Encyclopedia of Science Fiction, Third Edition
- 2012: Solstice Award
- 2014: First Fandom Hall of Fame Award

## Werke
Sachliteratur
- Strokes. [1966–1986] Serconia Press, Seattle 1988, ISBN 0-934933-03-0.
- Look at the Evidence: Essays and Reviews. [1987–1993] Serconia Press, Seattle 1996, ISBN 0-934933-05-7.
- Scores. [1993–2003] Beccon Publications, Harold Wood 2003, ISBN 1-870824-47-4.
- The Darkening Garden: A Short Lexicon of Horror. Payseur & Schmidt, Seattle 2006, ISBN 0-9789114-0-7.
- Canary Fever. Beccon Publications, Harold Wood 2009, ISBN 978-1-870824-56-9.
- Pardon This Intrusion: Fantastika in the World Storm. Beccon Publications, Harold Wood 2011, ISBN 978-1-870824-60-6.
- Stay. Beccon Publications, Harold Wood 2014, ISBN 9781-870824-63-7.

Romane
- The Disinheriting Party. A Novel. Allison and Busby, London 1977, ISBN 0-85031-134-9.
- Appleseed. Orbit, London 2001, ISBN 1-85723-758-7. Deutsch: Sternentanz. Heyne Science Fiction & Fantasy #6448. Heyne, München 2003, ISBN 3-453-87533-8.

Herausgaben
- mit Peter Nicholls: The Encyclopedia of Science Fiction. 1979 ff. (inzwischen in dritter Auflage als Online-Version).
- Science fiction : the illustrated encyclopedia. Dorling Kindersley, London 1995, ISBN 0-7513-0202-3.
  - Science Fiction: Die illustrierte Enzyklopädie. München 1996.
- mit John Grant: The Encyclopedia of Fantasy. Orbit, London 1997, ISBN 1-85723-368-9.